# Ex on the Beach Italia
Ex on the Beach Italia es un programa de telerrealiddad italiano producido y transmitido por MTV Italia. La serie fue estrenada el 26 de septiembre de 2018. Cuenta con ocho hombres y mujeres que disfrutan de unas vacaciones de verano en el paraíso, mientras que buscan el amor. Sin embargo, se les unieron sus ex para agitar las cosas. Cada ex está allí, ya sea por venganza o revivir su amor.
En septiembre de 2022 se anunció que Paramount Global había adquirido los derechos del programa,

## Temporadas
| Año     | Temporada   | Ubicación           | Episodios | Inicio           | Final           |
| ------- | ----------- | ------------------- | --------- | ---------------- | --------------- |
| 2018    | Temporada 1 | Pattaya, Tailandia  | 10        | 26 de septiembre | 21 de noviembre |
| 2020    | Temporada 2 | Marbella, España    | 10        | 22 de enero      | 18 de marzo     |
| 2021    | Temporada 3 | Pla. Barú, Colombia | 10        | 13 de octubre    | 15 de diciembre |
| 2022    | Temporada 4 | Pla. Barú, Colombia | 10        | 30 de noviembre  | 28 de diciembre |
| 2023–24 | Temporada 5 | Pla. Barú, Colombia | 10        | 22 de noviembre  | 17 de enero     |

### Temporada 1 (2018)
La primera temporada del programa fue anunciado el 16 de julio de 2018, fue estrenada en MTV Italia el 26 de septiembre de 2018. La lista oficial de los miembros del reparto fue confirmado con una imagen difundida en las redes, incluye cuatro chicos solteros así como cuatro chicas solteras. También se confirmó que Elettra Lamborghini será la anfitriona.

### Temporada 2 (2020)
La segunda temporada del programa fue estrenada en MTV Italia el 22 de enero de 2020. La lista oficial de los miembros del reparto fue confirmado con una imagen difundida en las redes, incluye tres chicos solteros así como cuatro chicas solteras. También se confirmó que la pareja italiana compuesta por Cecilia Rodriguez y Ignazio Moser serán anfitriones.

### Temporada 3 (2021)
En junio de 2021 se anunció una nueva edición del programa, que se estrenó el 13 de octubre de 2021. También se confirmó una serie de cuatro episodios especiales, los cuales fueron estrenados entre el 15 de septiembre y 22 de septiembre bajo el nombre de "Ex On The Beach Italia - What Happened Next" en los cuales se da a conocer todo lo que les sucedió a los miembros del reparto de la primera y segunda temporada una vez que volvieron a la vida cotidiana, mientras que el 29 de septiembre y 2 de octubre se estrenaron los dos últimos episodios titulados como "Ex On The Beach Italia - Casting" en donde se mostraron los casting e todos los miembros del reparto.

### Temporada 4 (2022)
El 16 de noviembre de 2022 MTV anunció la cuarta temporada, y se estrenó el 30 de noviembre de ese mismo año. Fue filmado por segunda ocasión en una isla en Cartagena, Colombia.La lista de los miembros del reparto fue anunciada semanas antes del estreno de la temporada.

### Temporada 5 (2023)
La quinta temporada se estrenó el 22 de noviembre de 2023. Filmada en isla de Cartagena, Colombia. Giulia Salemi y Pierpaolo Pretelli son los nuevos presentadores del programa. La lista de los miembros del reparto se anunció el 3 de noviembre de 2023, incluyendo a ocho jóvenes solteros, entre ellos Laura di Lullo, Elizabeth Shotak, Karin Conti, Jasmine Pili, Giulio Pastorelli, Denis Adrija, Josè Feliz, y Matteo Cavalieri quien participó como un "ex" durante la cuarta temporada.